# 100 متر في الألعاب الأولمبية الصيفية 2012 - رجال

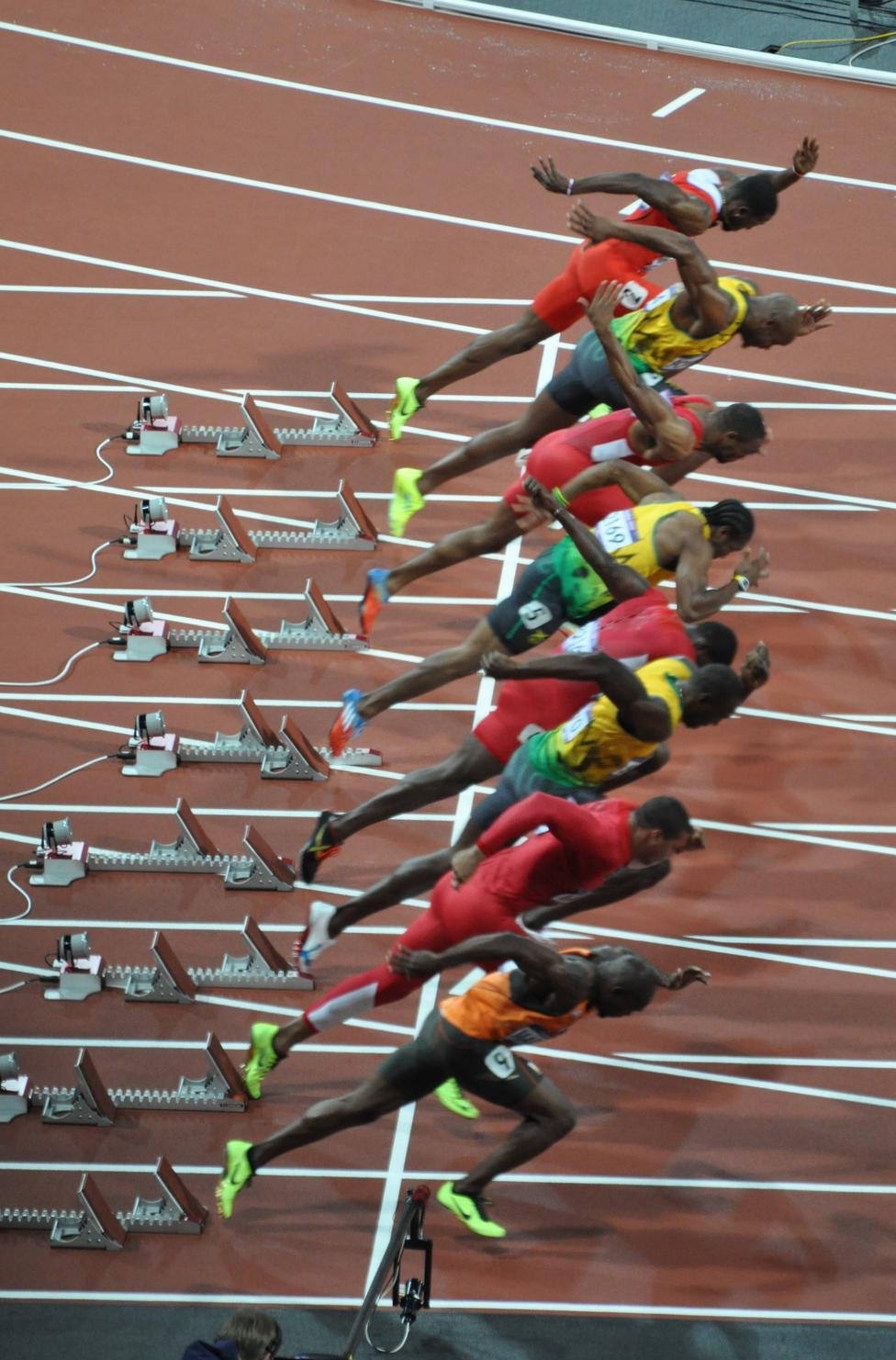

أقيم نهائي 100 متر رجال في الألعاب الأولمبية الصيفية 2012 يوم 5 أغسطس بالملعب الأولمبي بلندن
الحد الأدنى المؤهل للأولمبيات هو 10ث 18 بالنسبة للحد (أ)، و10ث 24 بالنسبة للحد (ب)

## الرقم القياسي
الرقم القياسي العالمي والأولمبي للفعالية قبل الألعاب الأولمبية :
| الرقم القياسي العالمي  | 9ث 58 | يوسين بولت جامايكا | 16 أغسطس 2009 | برلين |
| الرقم القياسي الأولمبي | 9ث 69 | يوسين بولت جامايكا | 16 أغسطس 2008 | بيجين |

## المتوجون بالميدالية
| الذهبية            | الفضية             | البرونزية                      |
| يوسين بولت جامايكا | يوهان بليك جامايكا | جوستين جاتلين الولايات المتحدة |

## النتائج
| الترتيب | الرواق | العداء         | الدولة                   | وقت رد الفعل | التوقيت |
| ------- | ------ | -------------- | ------------------------ | ------------ | ------- |
| ذهبية   | 7      | يوسين بولت     | جامايكا                  | 0.165        | 9.63    |
| فضية    | 5      | يوهان بليك     | جامايكا                  | 0.179        | 9.75    |
| برونزية | 6      | جوستين جاتلين  | الولايات المتحدة         | 0.178        | 9.79    |
| 4       | 4      | تايسون غاي     | الولايات المتحدة         | 0.145        | 9.80    |
| 5       | 8      | ريان بيلي      | الولايات المتحدة         | 0.176        | 9.88    |
| 6       | 9      | كورندي مارتينا | هولندا                   | 0.139        | 9.94    |
| 7       | 2      | رشارد تومسون   | ترينيداد وتوباغو         | 0.160        | 9.98    |
| 8       | 3      | أسافا باول     | جامايكا                  | 0.155        | 11.99   |
|         |        |                | الرياح: +1.5 متر/الثانية |              |         |

## وصلات خارجية
- الفعالية على موقع الألعاب الأولمبية 2012